# Idjassú
Idjassú é um estilo de wrestling tradicional brasileiro dos Karajá do Tocantins.
Se diferencia do huka-huka, principalmente devido aos atletas iniciarem a luta em pé, se agarrando pela cintura, até que um consiga derrubar o outro ao chão. O atleta vencedor abre os braços e dança em volta do oponente, cantando e imitando uma ave.
Faz parte do Jogos dos Povos Indígenas como parte da modalidade luta corporal que é praticada como modalidade de demonstração.